# Xandres Vervloesem
Xandres Vervloesem (* 13. Mai 2000 in Lierre) ist ein ehemaliger belgischer Radrennfahrer.

## Sportlicher Werdegang
Bereits in seinem ersten Jahr als Junior machte Vervloesem auf sich aufmerksam, als er bei Aubel-Thimister-Stavelot und der Ain Bugey Valromey Tour jeweils eine Etappe und die Nachwuchswertung gewann unter anderem Remco Evenepoel und Thomas Pidcock in den Bergen distanzieren konnte. In der Saison 2018 folgten eine Vielzahl von Top-10-Platzierungen in der Tageswertung sowie drei Top-4-Platzierungen in der Gesamtwertung verschiedener Rundfahrten.
Mit dem Wechsel in die U23 wurde Vervloesem zur Saison 2020 Mitglied im Development Team Sunweb, das er jedoch nach ausbleibenden Erfolgen bereits im August wieder verließ. Zur Folgesaison wechselte er zum Nachwuchsteam Lotto-Soudal U23. Für das Team gewann er 2020 die Gesamtwertung der Ronde de l’Isard.
Zur Saison 2021 wurde Verschaeve im Zuge des Neuaufbaus in das UCI WorldTeam von Lotto Soudal übernommen. In seiner ersten Saison konnte er nach mehreren Verletzungspausen nach Stürzen gerade mal drei Rennen beenden und blieb hinter seinen Erwartungen zurück. In der Saison 2022 verlor er die Leidenschaft am Radsport, so dass er ab März nur noch ein Rennen zu Ende fuhr. Folgerichtig erklärte er im Dezember im Alter von 22 Jahren seinen Rücktritt vom aktiven Radrennsport.

## Erfolge
2017
- eine Etappe und Nachwuchswertung Aubel-Thimister-Stavelot
- eine Etappe und Nachwuchswertung Ain Bugey Valromey Tour

2018
- Bergwertung Oberösterreich-Juniorenrundfahrt

2020
- Gesamtwertung und Nachwuchswertung Ronde de l’Isard